# Модриње
Модриње је насељено мјесто у Босни и Херцеговини у општини Какањ које административно припада Федерацији Босне и Херцеговине. Према попису становништва из 1991. у насељу је живјело 635 становника.

## Становништво
| Националност       | 1991.        | 1981.        | 1971.        |
| Муслимани          | 506 (79,68%) | 487 (75,03%) | 438 (81,26%) |
| Срби               | 122 (19,21%) | 136 (20,95%) | 100 (18,55%) |
| Хрвати             | 0            | 0            | 0            |
| Југословени        | 6 (0,94%)    | 23 (3,54%)   | 0            |
| остали и непознато | 1 (0,15%)    | 3 (0,46%)    | 1 (0,18%)    |
| Укупно             | 635          | 649          | 539          |